# Investigational New Drugs
Investigational New Drugs (ook Journal of new anticancer agents) is een internationaal, aan collegiale toetsing onderworpen wetenschappelijk tijdschrift op het gebied van de farmacologie, met name experimentele medicijnen tegen kanker. De naam wordt in literatuurverwijzingen meestal afgekort tot Investig. New Drugs. Het wordt uitgegeven door Springer Science+Business Media en verschijnt 6 keer per jaar. Het eerste nummer verscheen in 1983.